# Далёкие облака
«Далёкие облака» (яп. 遠い雲: тоой кумо; англ. Distant Clouds / The Tattered Wings) — японский чёрно-белый фильм-драма режиссёра Кэйсукэ Киноситы, поставленный им в 1955 году в кинокомпании «Сётику».  

## Сюжет
Кэйдзо, служащий, проживавший последние пять лет в Токио, возвращается в отчий дом, чтобы провести десять дней отпуска среди родных, прежде чем отправиться в своё новое место назначения на Хоккайдо. Здесь, в городке Такаяма, до сих пор живут мать, брат и сестра, а также старые друзья. Здесь же до сих пор проживает и его первая любовь, Фуюко, которая когда-то была вынуждена бросить его по настоянию своих родителей. Она вышла замуж за богатого мужчину, потому что её семья нуждалась в деньгах. Однако Кэйдзо узнаёт, что Фуюко, проведя несколько лет в несчастливом браке, овдовела. Её муж ушёл на войну и не вернулся.  В сердце Кэйдзо поселяется надежда на возрождение былой любви. Он слышал о том, как она была несчастна в браке и хочет сделать её счастливой.
Фуюко настрадалась за три года брака с грубым и пренебрежительным мужем. И, тем не менее, после того как его не стало, она осталась жить с маленькой дочкой в доме семьи погибшего мужа, не надеясь более на счастливую любовь. За ней ухаживает младший брат покойного супруга, Сунсукэ. В отличие от своего старшего брата, он очень добрый  и внимательный парень. В городке все уверены, что их свадьба не за горами. Сунсукэ уезжает из города по делам, надеясь по возвращении сделать Фуюко предложение. 
Случайная встреча Кэйдзо и Фуюко обрастает городскими сплетнями. И хотя Фуюко просит Кэйдзо забыть её, но он настойчив, и предлагает ей уехать из этого города вместе с ним. Она отказывается, но в последний момент принимает решение. Фуюко бежит на вокзал к уходящему поезду, покупает в кассе билет, выходит на перрон и… встречает на перроне приехавшего этим же поездом Сунсукэ. Она покоряется судьбе и уходит с вокзала с ним домой.
Кэйдзо уезжает без неё. Фуюко во второй раз отказалась от любимого Кэйдзо ради хорошего парня Сунсукэ, но любит ли она его?

## В ролях
- Хидэко Такаминэ — Фуюко Тэрада
- Кэйдзи Сада — Сунсукэ
- Такахиро Тамура — Кэйдзо Исидзу
- Тэйдзи Такахаси — Кодзиро, брат Кэйдзо
- Акира Исихама — Рё
- Масами Таура — продавец
- Ёко Кацураги — гейша Сэннари
- Тосико Кобаяси — Токико, сестра Фуюко
- Кунико Игава — Кимико, сестра Фуюко
- Эйдзиро Янаги — отец Сунсукэ
- Такэси Сакамото — отец Фуюко
- Харуё Итикава — Оцуги

## Премьеры
- — 31 августа 1955 года — национальная премьера фильма в Токио[1]

## Награды и номинации
Кинопремия «Голубая лента» (1956)
- 6-я церемония награждения (за 1955 год) — премия за лучшую операторскую работу — Хироси Кусуда.

Кинопремия «Майнити» (1956)
- Премия за лучшую операторскую работу — Хироси Кусуда.

Премия журнала «Кинэма Дзюмпо» (1956)
- Номинация на премию за лучший фильм 1955 года (по результатам голосования 15 место).